# 罗洪标
罗洪标（1918年—2009年），男，福建长汀人，中华人民共和国军事人物，中国人民解放军少将，曾任兰州军区副参谋长。